# Heteropia glomerosa
Heteropia glomerosa är en svampdjursart som först beskrevs av James Scott Bowerbank 1873.  Heteropia glomerosa ingår i släktet Heteropia och familjen Heteropiidae. Inga underarter finns listade i Catalogue of Life.